# کاروژبا
کاروژبا (به لاتین: Karojba) یک منطقهٔ مسکونی در کرواسی است که در شهرستان ایستریا واقع شده‌است. کاروژبا ۱٬۴۳۸ نفر جمعیت دارد.